# Повесть о Мусье Жордане — учёном-ботанике и дервише Масталишахе, знаменитом колдуне
«Повесть о Мусье Жордане — учёном-ботанике и дервише Масталишахе, знаменитом колдуне» (азерб. Hekayəti Müsyo Jordan həkimi nəbatat və Dərviş Məstəli şah cadukuni-məşhur) — вторая комедия в четырёх действиях азербайджанского писателя и драматурга Мирзы Фатали Ахундова, написанная в 1850 году на азербайджанском языке. Отмечается, что комедия была направлена против средневековой феодальной идеологии, против суеверий. Комедия в переводе самого автора на русский язык была опубликована в 1851 году в газете «Кавказ». Первая постановка на русской сцене в переводе автора состоялась в этом же году в Петербурге, в 1852 году пьеса была поставлена в Тифлисе, а в 1883 году — в Нахичевани.
Прототипом Мусье Жордана послужил французский учёный-естествоиспытатель Алексис Жордан (1814—1897)‚ действительно в те годы приезжавший в Закавказье для научных занятий и изучивший, в частности, флору Карабаха, где и происходит действие в комедии. Предполагается даже, что М. Ф. Ахундов был лично знаком с французским учёным и беседовал с ним, что и помогло ему создать художественный образ ученого. Отмечается, что в произведении М. Ф. Ахундов сообщает подлинные сведения о научной деятельности Алексиса Жордана и о вносимых им поправках в классификацию растений.

## Сюжет
Действие происходит в Карабахе в 1848 году. Французский ботаник, член Королевской академии Жордан приезжает сюда для изучения местных видов растений. Он гостит у владетеля кочевья Текле-Муганлы Хатамхан-аги. Его племянника, молодого Шахбаза привлекают рассказы Жордана о Париже и он собирается ехать туда вместе с Жорданом учиться наукам. Но этого не хотят его невеста Шарафниса и тётя Шахрабану-ханум. Чтобы помешать поездке, они прибегают к помощи известного дервиша Мастали, приехавшего из Ирана. За сто червонцев, которые Мастали дали наивные и суеверные женщины, он начинает разрушать столицу Франции. Мастали произносит страшные заклинания, вызывает чертей и дьяволов и даёт им приказание одним ударом разрушить Париж, подобно тому, как он разрушит его изображение. Дервиш устремляется к разложенным на полу дощечкам, изображающим грешный город, и одним сильным ударом разбивает их вдребезги. Вдруг раздался сильный стук в дверь и вошедший мусье Жордан в волнении сообщил о том, что Париж разрушен и что он немедленно должен ехать во Францию. Женщины испугались быстрого исполнения магических действий Мастали. Даже сам дервиш в страхе от содеянного прячется за занавесью, чтобы его никто не обнаружил. А на вопрос прибежавшего Хатамхана: «Кто же разорил Париж?», Жордан отвечает: «Черти!.. Сатана!.. Дьяволы!.. Злодеи!..» У женщин не остается никаких сомнений, что Париж разрушил дервиш Мастали. На самом же деле в Париже произошла революция, а король бежал. Напуганный этим, Жордан должен немедленно покинуть Карабах. Он уезжает, а Шахбаз остаётся. Женщины торжествуют.

## Экранизация
В 1976 году на киностудии «Азербайджанфильм» по мотивам комедии режиссёрами Шамилем Махмудбековым и Кямилем Рустамбековым был снят фильм «Дервиш взрывает Париж». Мусьо Жордана играл заслуженный артист РСФСР Сергей Юрский, дервиша — заслуженный артист Азербайджанской ССР Мирза Бабаев. В фильме играли также народный артист СССР Адиль Искендеров (Хатамхан-аги), народная артистка Азербайджанской ССР Лейла Бадирбейли (Шахрабану-ханум), Гасан Турабов (Рашид-бек) и др.